# Metacalypogeia alternifolia
Metacalypogeia alternifolia är en bladmossart som först beskrevs av Christian Gottfried Daniel Nees von Esenbeck, och fick sitt nu gällande namn av Riclef Grolle. Metacalypogeia alternifolia ingår i släktet Metacalypogeia och familjen Calypogeiaceae. Inga underarter finns listade i Catalogue of Life.